# Flugplatz Connemara

i8
i11
i13
Der Flugplatz Connemara (IATA-Code: NNR, ICAO-Code: EICA) ist ein Flugplatz nahe Indreabhán in Irland, 28 Kilometer westlich von der Stadt Galway. Er ist auch bekannt als Connemara Airport (irisch Aerphort Chonamara) oder Connemara Regional Airport  (irisch Aerfort Réigiúnach Chonamara) sowie Spiddal Airport, Inverin Airport, oder Minna Airport (Aerfort na Minne), ein Name, der auch vom Minna Airport in Minna, Nigeria, verwendet wird. Der Flugplatz wurde 1992 gebaut, um die Lebensfähigkeit der Gemeinden auf den Aran-Inseln sicherzustellen und ist Heimatflughafen der Aer Arann Islands.

## Fluggesellschaften und Ziele

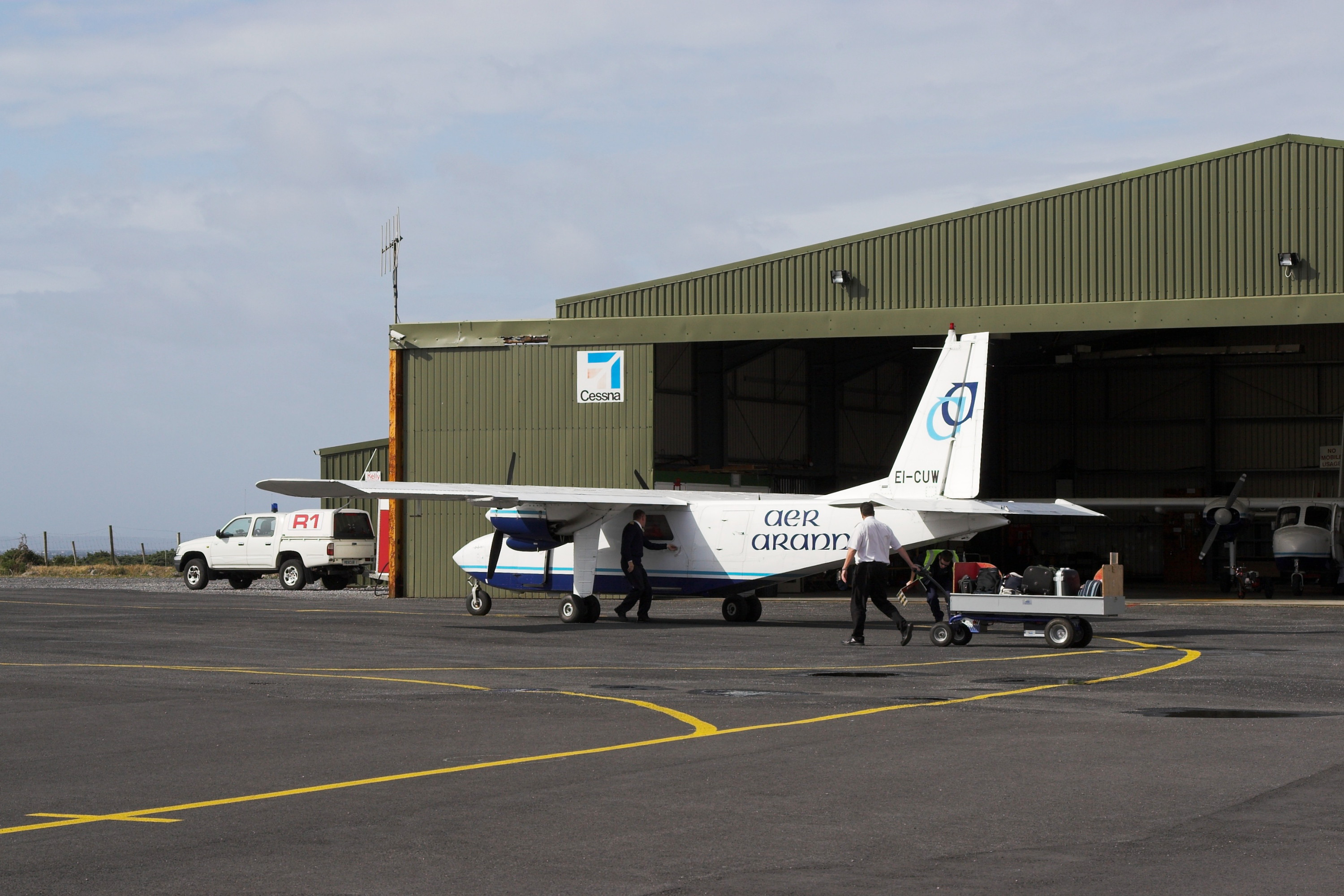
Britten-Norman BN-2B-20 Islander (EI-CUW) von Aer Arann Islands am Flugplatz Connemara (2013)

Der Flugplatz Connemara wird lediglich von Aer Arann Islands angeflogen, die von dort aus Ziele auf den Aran-Inseln anfliegen.

## Zwischenfälle
Am 5. Juli 2007 stürzte eine Cessna 208B Grand Caravan (N208EC) beim Anflug auf den Flugplatz ab, wobei zwei Menschen getötet und sieben verletzt wurden. Das Flugzeug war ein Charterflugzeug und kehrte von einem Tagesausflug nach Inis Meáin zurück.